# 汉巴南铁路
汉巴南铁路，是一条连接陕西省汉中市与四川省巴中市和南充市的高速铁路，由南充至巴中段和巴中至汉中段组成。

## 概况
汉巴南铁路最早于2011年10月开始规划，至2012年8月经多种线路走向方案比选研究，规划为客货共用国铁I级双线电气化铁路，设计时速160公里/小时，作为宝鸡至南充铁路的重要组成部分。同时列入四川省铁路路网规划，国家发改委和中国铁路总公司原则同意将汉巴南铁路纳入国家中长期铁路路网规划调整范围。
而后四川省希望将该铁路建设成客运专线，作为四川北部重要出川通道。2018年，四川省自行出资先期完成南充至巴中段前期工作，并经省发改委批复开工建设。巴中至汉中段也进行了预可行性研究工作，但直至2019年汉中市仍建议该段采用原双线设计时速160km/h的客货共线方案，以此解决北煤南运问题，而巴中市建议采用双线设计时速250km/h的客运专线方案。
2022年6月7日，四川省发展改革委西部开发办专职副主任邓超、巴中市市长高鹏凌一行，前往西安与陕西省发改委党组书记、主任张晓光对接汉巴南铁路汉中至巴中段相关事宜。两省对汉巴南铁路汉巴段的建设标准达成共识。并将共同向国家有关部委争取按照时速250公里、客专双线标准规划建设，力争在“十四五”期间开工。11月11日，汉中市发改委、市自然资源局确认全段铁路计划按照250km/h标准建设客运专线。

## 南巴段
汉巴南铁路南充至巴中段，又称为南巴城际铁路。由南充北站至巴中东站，是四川省首条由地方全额出资并主导建设的高速铁路。正线全长147.723千米，设6座车站，设计速度250千米/小时。建成通车后，巴中至南充最短运行时间约为35分钟，巴中至成都最短运行时间约145分钟，巴中至重庆最短运行时间约105分钟。待成达万高速铁路建成投运后，巴中至成都运行时间可缩短至75分钟左右。
2019年12月25日，汉巴南铁路南巴段进入全面实质性施工阶段。
2021年8月18日，汉巴南铁路全线首座高风险隧道——柑子坪隧道顺利贯通。11月18日，汉巴南铁路大东中桥、潘家岩特大桥同步进行首榀梁架设，标志着汉巴南铁路全线开始架梁，由线下施工转入线上施工阶段。
2022年6月30日，汉巴南铁路第二长隧道，光辉隧道顺利贯通。7月26日，南充段桂花隧道、高板桥隧道同时贯通，至此南充段40座隧道全部贯通。8月9日，巴南段正式启动通信、信号、电力和电力牵引供电工程的“四电”工程施工。8月24日，嘉陵江特大桥连续梁中跨顺利合龙。8月28日，梁山隧道顺利贯通。11月10日，东华山隧道贯通，南充至巴中段56座隧道全部贯通。12月9日，恩阳河特大桥合龙。
2023年3月27日，南充至巴中段进入铺轨阶段。3月31日，中国首座双线高速铁路高低塔混合梁斜拉桥，汉巴南铁路嘉陵江特大桥全桥顺利合龙，南充至巴中段全线控制性工程全部完工。6月4日，巴中段铺轨完成。7月6日，南巴段完成箱梁架设。8月7日，南巴段首条接触线架设成功。11月16日，南巴段主线桥梁全部架设完成。
2024年1月23日，南巴段正线铺轨完成。4月2日，启动联调联试。5月21日，进入运行试验阶段。6月27日南巴段正式开通。

## 汉巴段
汉巴南铁路汉中至巴中段为四川省十四五铁路网规划储备开工项目。
2020年12月31日，四川省铁路产业投资集团有限责任公司发布了《汉巴南铁路巴中至汉中段预可行性研究》招标公告，汉巴南铁路巴中至汉中段前期工作正式启动。